# Centre de Documentació de la Sagrera
El Centre de Documentació de la Sagrera és una associació sense ànim de lucre fundada l'any 2004 i inscrita al Departament de Justícia de la Generalitat de Catalunya.

## Funcions i objectius
La seva funció és la cerca i recopilació de tota mena de documentació, especialment històrica, relacionada amb el barri de la Sagrera de Barcelona i amb la seva zona d'influència.
L'objectiu és crear un fons documental i la seva difusió que permeti la divulgació dels coneixements i de la informació recollida.
L'entitat també porta a terme treballs de recerca sobre la història de la Sagrera així com la publicació d'articles periòdics sobre el mateix tema.

## Fons documental
Les seccions del fons de l'entitat són:
- Revistes.
- Llibres.
- Fotografies.
- Cartells.